# Atletica leggera ai Giochi della XIV Olimpiade - Salto triplo
La competizione del salto triplo di atletica leggera ai Giochi della XIV Olimpiade si è disputata il giorno 3 agosto 1948 allo Stadio di Wembley a Londra.

## L'eccellenza mondiale
| Primat. mondiale   | 16,00 1936 | Naoto Tajima        | Ritirato 1937 |
| Camp. europeo 1946 | 15,17      | Valdemar Rautio     | Presente      |
| Primat. stagionale | 15,41      | Geraldo de Oliveira | Presente      |

## Risultati

### Turno eliminatorio
Qualificazione14,50 m
Quattordici atleti ottengono la misura richiesta.

| Pos. | Atleta                | Nazione       | Misura |
| ---- | --------------------- | ------------- | ------ |
| 1    | George Avery          | Australia     | 15,335 |
| 2    | Valdemar Rautio       | Finlandia     | 14,860 |
| 3    | Åke Hallgren          | Svezia        | 14,770 |
| 4    | Adhemar da Silva      | Brasile       | 14,690 |
| 5    | Henry Rebello         | India         | 14,650 |
| 6    | Hélio da Silva        | Brasile       | 14,640 |
| 7    | Arne Åhman            | Svezia        | 14,600 |
| 7    | Kim Won-Gwon          | Corea del Sud | 14,600 |
| 9    | Geraldo de Oliveira   | Brasile       | 14,590 |
| 10   | Lennart Moberg        | Svezia        | 14,570 |
| 11   | Leslie McKeand        | Australia     | 14,550 |
| 12   | William Albans        | Stati Uniti   | 14,550 |
| 13   | Ruhi Sarıalp          | Turchia       | 14,530 |
| 14   | Preben Larsen         | Danimarca     | 14,520 |
| 15   | Máximo Reyes          | Perù          | 14,380 |
| 16   | Erkki Koutonen        | Stati Uniti   | 14,370 |
| 17   | João Rodrigues Vieira | Portogallo    | 14,280 |
| 18   | Robert Bobin          | Francia       | 14,130 |
| 19   | Robet Jerold Beckus   | Stati Uniti   | 14,030 |
| 20   | Charles Épalle        | Francia       | 14,020 |
| 21   | Felix Würth           | Austria       | 13,920 |
| 22   | Luís García           | Portogallo    | 13,920 |
| 23   | Carlos Vera Guardia   | Cile          | 13,850 |
| 24   | Allan Lindsay         | Gran Bretagna | 13,700 |
| 25   | Sidney Cross          | Gran Bretagna | 13,455 |
| -    | Robert Hawkey         | Gran Bretagna | NM     |
| -    | G. D. Peiris          | Ceylon        | NM     |
| -    | Jorge Aguirre         | Messico       | NM     |

### Finale
Una gara strana. Nessuno dei migliori fa una prestazione pari al suo livello.

Il primatista stagionale de Oliveira si arresta a 14,82 e si deve accontentare del quinto posto. Il campione europeo Rautio finisce dietro di lui con 14,70 (sesto). Ma peggio di tutti fanno gli americani: il leader Albans salta solo 14,33 finendo 10º, mentre gli altri due sono già stati eliminati nelle qualificazioni.

Lo svedese Ahman, il secondo in patria dopo Lennart Moberg (15,27), fa 15,40 al primo salto battendo il record nazionale. Fa il personale anche l'australiano Avery, fermandosi a soli 4 cm dallo svedese. Nessuno riesce a fare meglio di loro due. Giunge terzo uno sconosciuto atleta della Turchia.
| Pos.    | Atleta              | Nazione       | Misura |
| ------- | ------------------- | ------------- | ------ |
| Oro     | Arne Åhman          | Svezia        | 15,400 |
| Argento | George Avery        | Australia     | 15,365 |
| Bronzo  | Ruhi Sarıalp        | Turchia       | 15,025 |
| 4       | Preben Larsen       | Danimarca     | 14,830 |
| 5       | Geraldo de Oliveira | Brasile       | 14,825 |
| 6       | Valdemar Rautio     | Finlandia     | 14,700 |
| 7       | Leslie McKeand      | Australia     | 14,530 |
| 8       | Adhemar da Silva    | Brasile       | 14,490 |
| 9       | Åke Hallgren        | Svezia        | 14,485 |
| 10      | William Albans      | Stati Uniti   | 14,330 |
| 11      | Hélio da Silva      | Brasile       | 14,310 |
| 12      | Kim Won-Gwon        | Corea del Sud | 14,250 |
| 13      | Lennart Moberg      | Svezia        | 14,215 |
| -       | Henry Rebello       | India         | NM     |

La medaglia vinta dal turco Sarialp è l'unica ottenuta nel XX secolo dal suo Paese in atletica alle Olimpiadi.

Fa il suo debutto olimpico il brasiliano Adhemar Ferreira da Silva, che giunge undicesimo con 14,31. Lo ritroveremo ad Helsinki 1952.